# Foronovela
Foronovela ili webnovela je fenomen latinskoameričkih država kao što su Čile, Brazil, Peru, Portoriko, Venezuela, Argentina, Meksiko te europskih kao što su Estonija, Poljska, Češka, Slovačka, Srbija i druge. 
Pojam označuje "internetsku", "forumsku" novelu. To je među ostalim kao televizijska sapunica s glumcima i glazbom za film. Temelji se na obožavateljskoj fikciji, gdje obožavatelji neke serije, televizijske sapunice (španjolski: telenovele), nekog glumca ili glumice (Patricio Sesnich je 54. poglavlje foronovele Milk Shake posvetio čilskoj glumici hrvatskog podrijetla Carolini Fadic; drugi primjeri su kubanski glumac Rolando Barral, Frank Moro, Braulio Castillo, čilska glumica Sonia Viveros).
) stvore priču koja se temelji na njima.
Foronovela obično je duga od 40 do 60 poglavlja, likovi su kombinirano glumci, pjevači i modeli te se služe argom zemlje podrijetla foronovele.
Inačica foronovele je cibernoserija (cyberseries). Cibernoserije su bliže sjevernoameričkima. Imaju sezone, a čine ih anglosaski glumci. 
Smatra se da je prva foronovela objavljena na nekom interntskom forumu je imena "Amistad Perdida" koju je napisao Pato (Patricio Sesnich) iz Čilea, no nažalost izgubljena je iz cibernoprostora. Najstarija očuvana je ona autora Rafe Ochoteca iz Portorika. Zove se Todo cambiara.

## Vanjske povzenice
- (šp.) Webnovelas.ya.st  Arhivirana inačica izvorne stranice od 18. siječnja 2018. (Wayback Machine) - Mjesto za raspravu o foronovelama
- (šp.) FOTECH - Foro de Television y Entretenimiento Chileno
- (port.) E-Novelas  Arhivirana inačica izvorne stranice od 6. rujna 2011. (Wayback Machine) - Brazilski portal